# Agrias rufomarginata
Agrias rufomarginata är en fjärilsart som beskrevs av Percy I. Lathy 1921. Agrias rufomarginata ingår i släktet Agrias och familjen praktfjärilar. Inga underarter finns listade i Catalogue of Life.